# Həzi Aslanov (métro de Bakou)
Həzi Aslanov est une station de métro azerbaïdjanaise de la ligne 1 du métro de Bakou. Elle est située au croisement des rues Məhəmməd Hadi et Xudu Məmmədov, dans le quartier Ahmedly à l'extrémité sud-est de la ville de Bakou.
Elle est mise en service en 2002.
La station est desservie par les rames qui circulent quotidiennement entre 6 heures et minuit.

## Situation sur le réseau
Établie en souterrain, la station Həzi Aslanov est un des terminus de la ligne 1 du métro de Bakou, après la station Əhmədli, en direction de İçərişəhər.

## Histoire
Le chantier de construction de la station « Həzi Aslanov », du nom de Həzi Aslanov Ahad oglu Azerbaïdjanais Major-général de l'Armée rouge, deux fois Héros de l'Union soviétique pour faits d'armes durant la Seconde Guerre mondiale, débute en 1980, à une époque où Bakou est la capitale de la République socialiste soviétique d'Azerbaïdjan. Mais l'effondrement de l'URSS marque l'arrêt du chantier du fait du manque de moyens financiers. Après l'indépendance de l'Azerbaïdjan, en 1991, les autorités peinent à trouver les fonds nécessaires pour la reprise des travaux. Il faut attendre 2001 et l'aide financière, de 4,5 millions d'euros, apportée par l'Union européenne pour qu'il soit possible de reprendre l'extension et la modernisation du métro. Néanmoins plus de la moitié de cet apport a été utilisé pour de l'équipement et c'est l'État Azerbaïdjanais qui a majoritairement dégagé le financement nécessaire à la finition de ce prolongement et de sa station terminus.
La station « Həzi Aslanov », est mise en service le 20 décembre 2002 lors de l'ouverture à l'exploitation du tronçon venant de la station Əhmədli. Elle est réalisée par les architectes R. Aliyev, A. Abdullayev, N. Valiyev et K. Senchikhin.

## Service des voyageurs

### Accueil
La station dispose de deux bouches sur les rues Məhəmməd Hadi et Xudu Məmmədov.

### Desserte
Həzi Aslanov est desservie quotidiennement par les rames qui circulent sur la ligne entre 6 heures et minuit.

### Intermodalité
À proximité plusieurs arrêts d'autobus sont desservis par les lignes 11, 51, 95 et 104.